# 美濃區
美濃區，舊稱「瀰濃」，日治時期改稱「美濃」，前身「美濃鎮」，位於中華民國高雄市東北部，北鄰杉林區，東鄰六龜區，西鄰旗山區，南隔高屏溪與臺灣省屏東縣高樹鄉、里港鄉相望，全境南北長15公里、東西寬9公里，面積約佔120.0316平方公里。地形多屬山區與屏東平原北端，且與旗山區同為荖濃溪之沖積扇所在；全區水文系統豐富，有荖濃溪與其支流美濃溪貫穿全境。氣候屬於熱帶季風氣候，高溫多雨，年均溫約攝氏23度，全年降雨量約1,500-2,000公釐，丘陵與山地則在2,000公釐以上，年平均最低溫為攝氏21.6度，而平均最高溫為攝氏28.4度。
美濃區屬臺灣客家六堆中之右堆地區，由於清領時期大量客家漢人至六堆地區開墾，使得美濃至今仍保有豐富客家文化，並為南臺灣最著名之客家文化地區之一，境內居民仍多屬客家人，約佔93.5%左右。

## 歷史

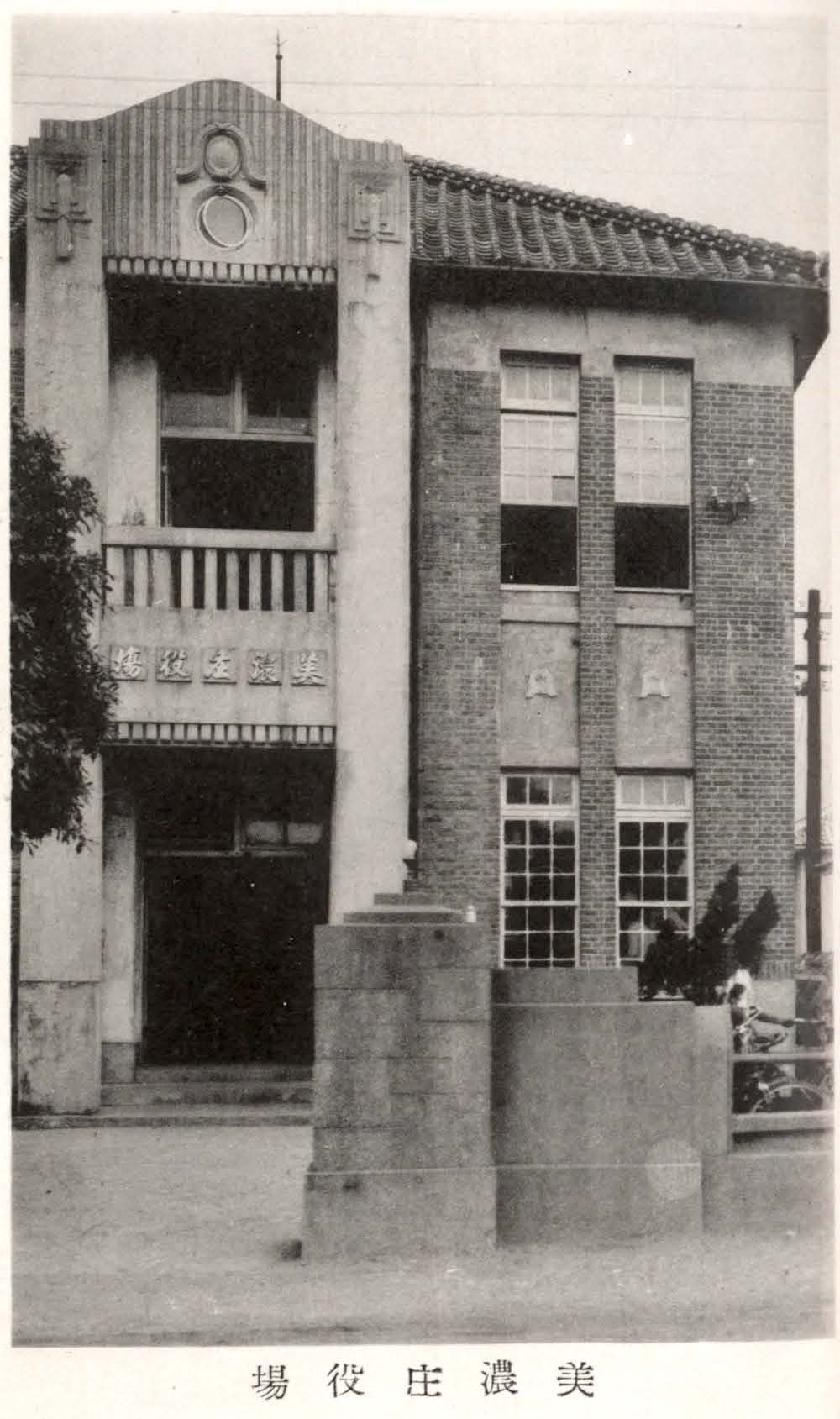
日治時期的美濃街役所

### 地名由來
美濃原名「瀰濃」，今天的地名是日人依其本國地名美濃國，在日治時代大正九年（西元1920年），被改為音近似的「美濃」而已，因此兩者沒有繼承關係。至於漢語「瀰濃」的由來，說法多達七種，其中以清雍正時期繪製的「雍正臺灣輿圖」出現的「彌濃山」為最早出現「彌濃」二字之出處。也有說法認為地名的出處是美濃開基伯公碑文中「墾上蒼此土可大亦可久，將弈世而瀰濃...」而將此地定名為瀰濃。另一種說法是，乾隆初年，美濃庄之所以取名「瀰濃」，乃因該地以水為源，汲用不絕，而取「瀰」，居民以農為生，而取「濃」。後經查閱有關資料，還有發現在清雍正時期繪製的「雍正臺灣輿圖」（目前藏於臺北國立故宮博物院），其圖上已標識有「彌濃山」。其時間較之開庄伯公碑文上早，即在清雍正中葉以前，即已列入官方記載，並據以繪在圖上的另一個新證據。總之瀰濃或是彌濃的使用，都是直到大正九年，日本人正式引用日本地名美濃，將名稱統一為美濃至今。

### 開墾之始
1698年前後，來自廣東嘉應州鎮平縣附近的客籍移民紛紛離鄉前往臺灣南部地區；他們先自麟洛河逆流而上，再沿隘寮溪下游至武洛之間地區開始墾荒。但是，因武洛水患頻傳，墾民們開始再度考慮移居他處。當時，武洛右堆統領林桂山、林豐山兄弟曾協助官府剿平吳福生事件，並藉此向鳳山縣令請求准許開發尚屬禁墾區之美濃地區。
1736年（乾隆元年），當局終於准許開墾美濃地區；林氏兄弟在當年秋天率領眾多武洛庄民前往靈山、雙峰山、月光山山腳定居；當地共計十六姓、二十四座夥房，並被命名為「瀰濃庄」。此後，墾民一邊在當地艱辛闢墾土地、開鑿輸水圳道，一邊得提防來自當地周遭原住民族群的襲擊。
1737年，鎮平縣的涂百清率領同鄉二十多人至龍肚庄拓墾。1738年，劉玉衡引領一百五十多人墾居九芎林、竹頭背（即現今廣興地區）。
1748年（乾隆十三年），李九豐拓墾中壇地區，美濃地區已開墾成型。當時，瀰濃庄隸屬臺南府鳳山縣，並設有管事以處理當地行政及公眾事務。

### 日治時期

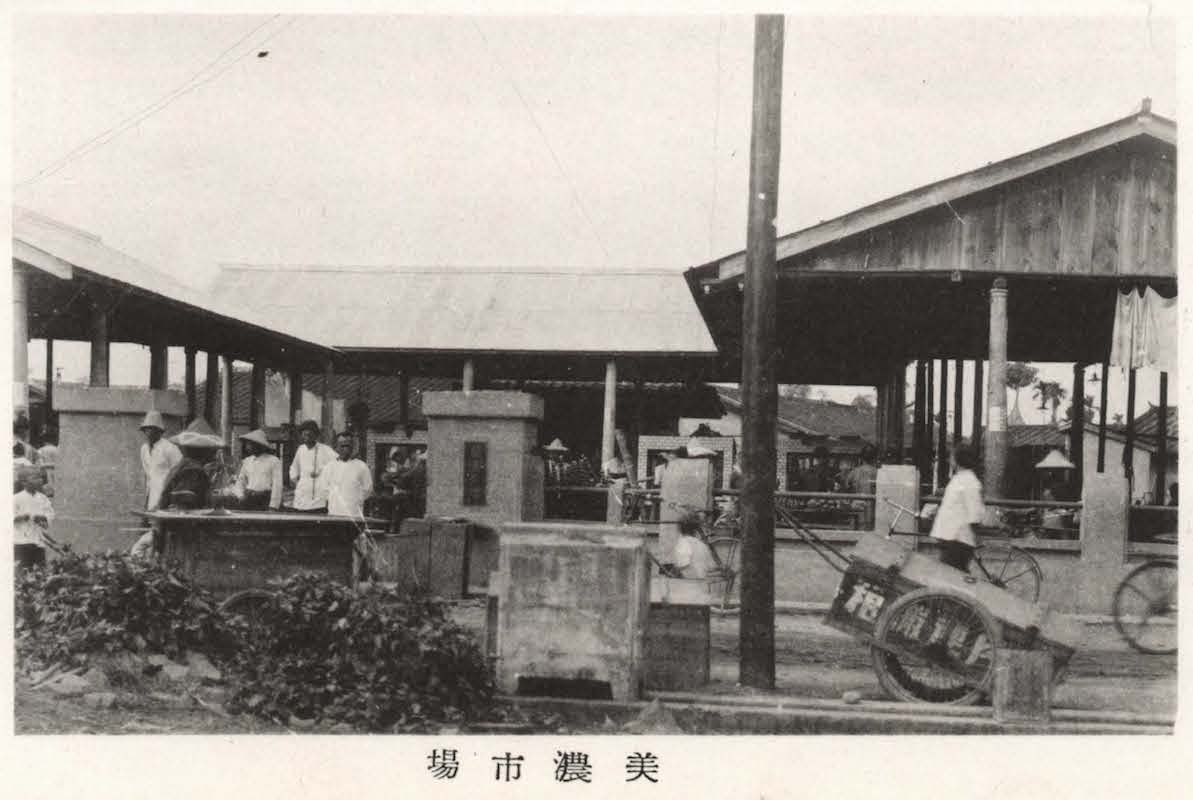
美濃市場舊貌

日本政府治理當地之後，當地行政區劃改隸臺南蕃薯寮辦務署，並於後來被併入阿猴廳設立瀰濃區役場。
1920年（大正九年），統治當局將阿猴廳併入高雄州，並將瀰濃、中、龍肚三區合併為美濃庄。1935年，美濃庄升格為街。

### 戰後時期

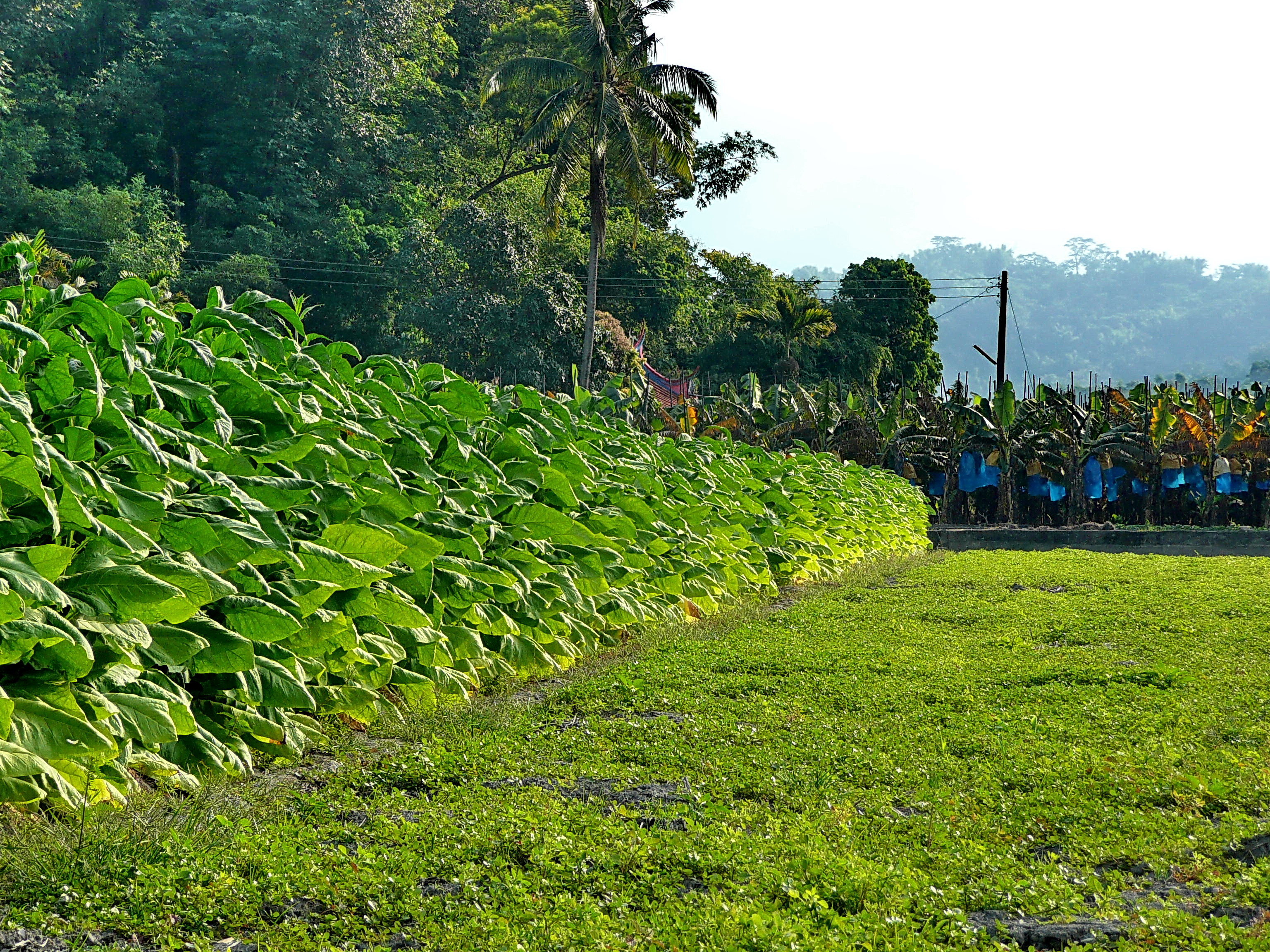
美濃菸田的一處

國民政府於接收臺灣之後在當地設立美濃鎮，該區劃隸屬於高雄縣。2010年12月25日，隨著五都合併升格，改制為美濃區，隸屬高雄市。

## 區域人文
美濃區內可細分為幾個小區域：
- 廣興：位在東北邊，涵蓋廣林里、興隆里、廣德里、中圳里等行政單位，有雙溪母樹園、鍾理和紀念館、黃蝶翠谷、尖山、美濃湖等。
- 街區：位在中央偏北，曾設有臺糖美濃車站，現存敬字亭、瀰濃東門樓、西柵門、永安路老街、戲院遺址等古蹟。
- 福安：位在西邊，有美濃民俗村、靈山、環河步道等。
- 中壇：中央偏南，為當地第二街區，乃旗山往六龜與美濃往屏東、高樹必經之地。
- 南隆：位在南邊，涵蓋清水、吉東、吉洋、內六寮、外六寮等地區，有高雄農改場南隆分場、退輔會高雄農場等設施。
- 龍肚：位在東邊，涵蓋龍山、獅山等地區，有竹子門水力發電廠等設施。

## 人口
根據高雄市政府民政局統計，2024年底美濃區戶數約1.6萬戶，人口約3.7萬人，區內人口最多與最少的里分別是祿興里與興隆里，2024年底兩里人口分別為2,763人與1,126人。

## 政治

### 歷任首長
鎮長時期
| 屆次 | 姓名   | 備註 |
| ---- | ------ | ---- |
| 1    | 鍾啟元 |      |
| 2    | 鍾啟元 |      |
| 3    | 劉義興 |      |
| 4    | 陳榮昌 |      |
| 5    | 陳榮昌 |      |
| 6    | 鍾德福 |      |
| 7    | 鍾德福 |      |
| 8    | 溫彩光 |      |
| 9    | 溫彩光 |      |
| 10   | 鍾德珍 |      |
| 11   | 鍾新財 |      |
| 12   | 鍾新財 |      |
| 13   | 鍾紹恢 |      |
| 14   | 鍾紹恢 |      |
| 14   | 羅建德 | 補選 |
| 15   | 羅建德 |      |

美濃區長
| 屆次 | 姓名   | 備註 |
| ---- | ------ | ---- |
| 1    | 邱炳春 | 代理 |
| 1    | 羅平杰 |      |
| 2    | 謝鶴琳 |      |
| 3    | 鍾炳光 |      |
| 4    | 謝鶴琳 |      |

### 區政組織
美濃區公所是高雄市政府在美濃區的派出機關，在中華民國政府架構中為市政府綜理區政的執行機關，上級業務監督機關為高雄市政府。区长由市長任命，其任期為無任期保障。在區長及主任秘書之下，設有4課4室等8個內部單位。

### 行政區劃
| 美濃區行政區劃 |
| --- |
| 廣林里 興隆里 廣德里 中圳里 龍 肚 里 泰安里 東 門 里 瀰 濃 里 福 安 里 合和里 祿興里 中 壇 里 德興里 清 水 里 龍山里 獅 山 里 吉 東 里 吉 和 里 吉 洋 里 |

## 教育

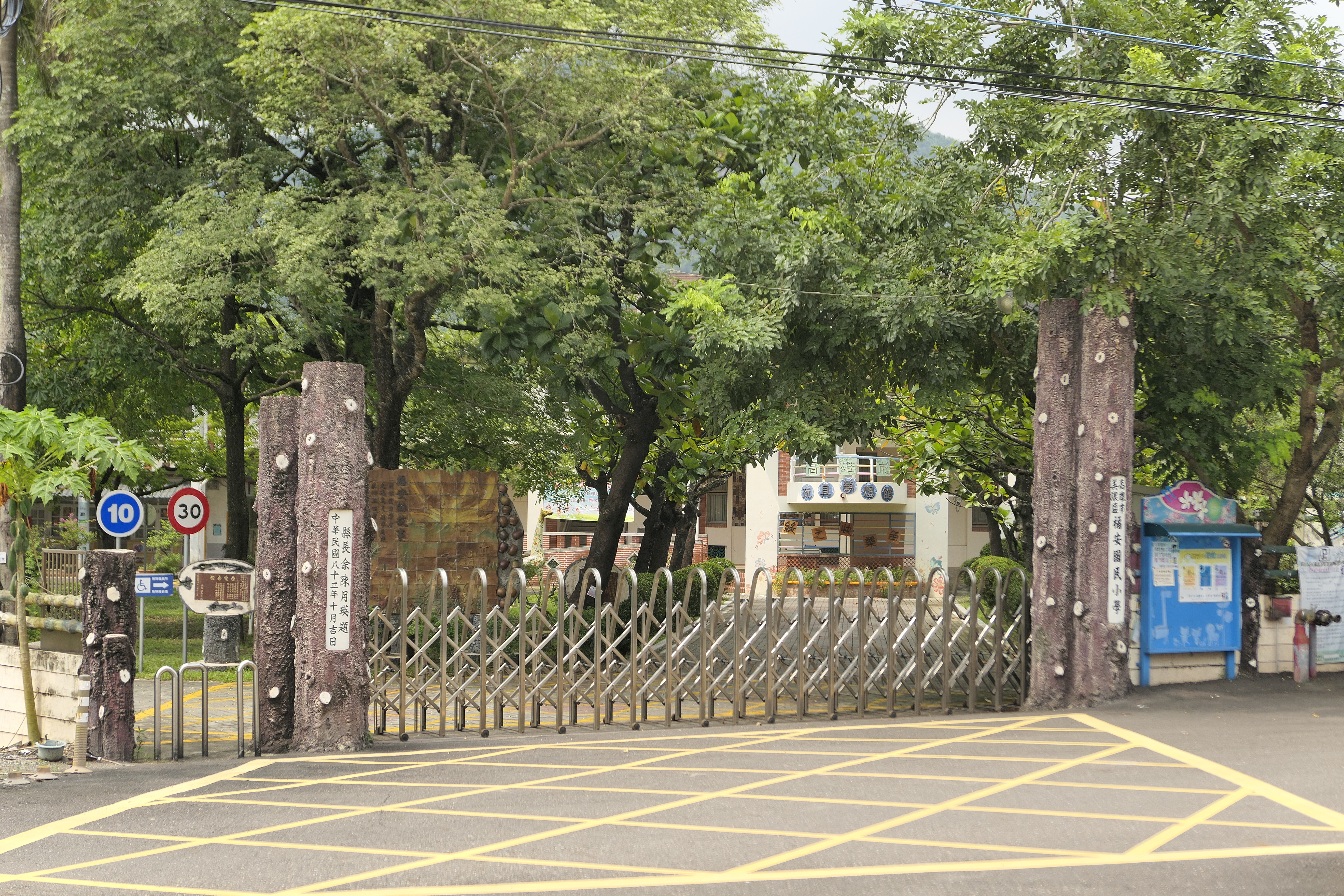
美濃福安國小

### 教育發展
早年，當地多數以務農為生之客籍族群極非常鼓勵子弟儒學教育；自六堆居民被准許參與科舉考試之後，當地即有出現數十位進士、舉人。後來，當地更因培養出許多取得博士學位之人士而以「鳳林出校長，美濃出博士」著稱。

### 各級學校

#### 高級中等學校
- 高雄市私立旗美高級商工職業學校

#### 國民中學
- 高雄市立美濃國民中學
- 高雄市立南隆國民中學
- 高雄市立龍肚國民中學

#### 國民小學
- 高雄市美濃區美濃國民小學
- 高雄市美濃區吉東國民小學
- 高雄市美濃區東門國民小學
- 高雄市美濃區廣興國民小學
- 高雄市美濃區龍肚國民小學
- 高雄市美濃區中壇國民小學
- 高雄市美濃區吉洋國民小學
- 高雄市美濃區福安國民小學
- 高雄市美濃區龍山國民小學

## 交通

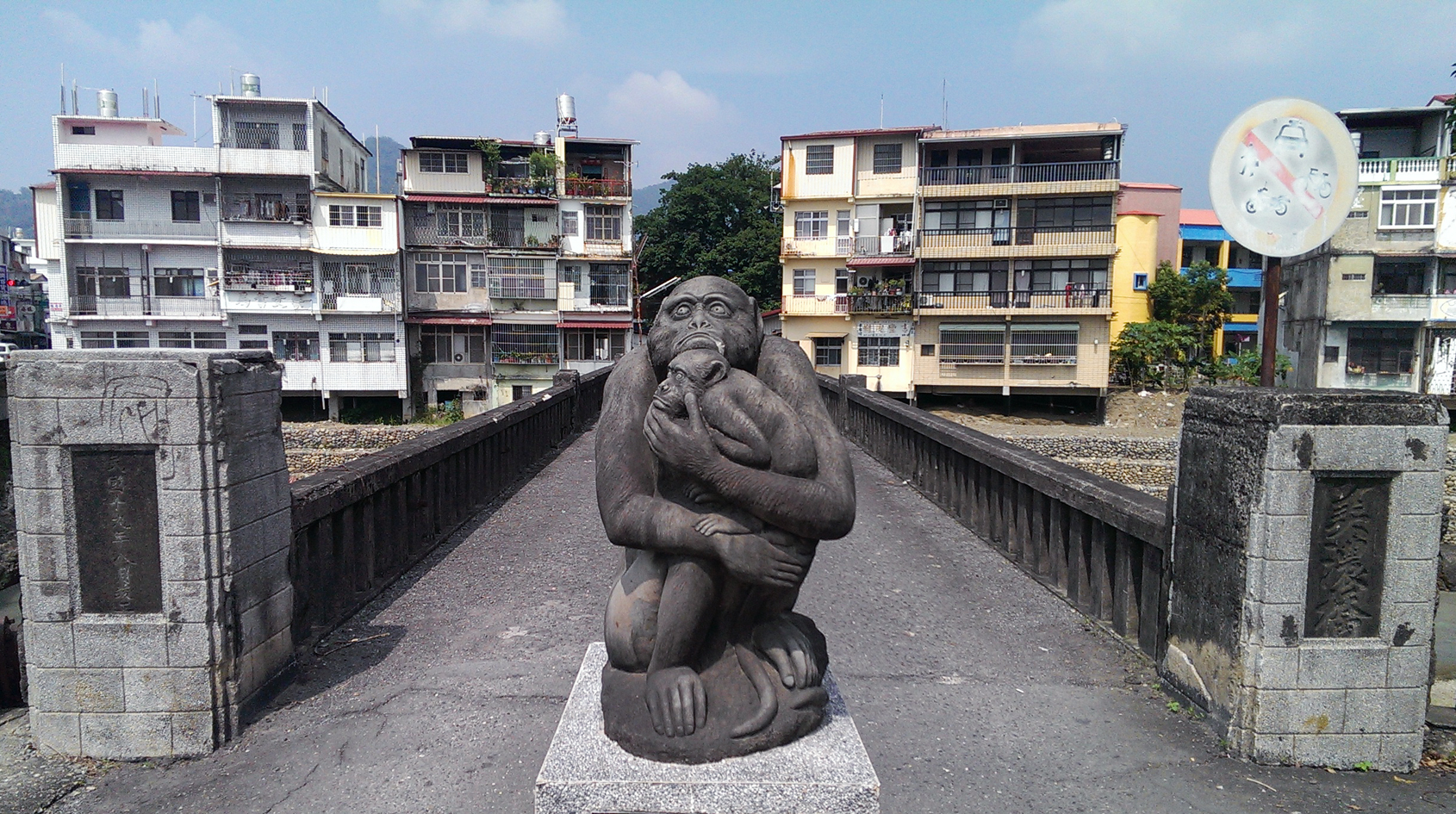
舊美濃橋

### 大眾運輸
- 高雄客運美濃站
  - 【E01】高鐵左營站-美濃
  - 【E25】高雄-六龜
  - 【E28】高雄-美濃
  - 【H11】桃源區公所.衛生所-高雄長庚醫院
  - 【H11A】寶來11-高雄長庚醫院
  - 【H12】桃源區公所.衛生所-高雄醫學大學
  - 【H31】旗山轉運站-多納
- 屏東客運美濃站
  - 【8220】美濃-屏東

### 公路
- 台3線（只經清水）
- 台28線：西往旗山區；往東至六龜區、新威大橋。
- 市道181號：月光山隧道、高美大橋。
- 高94線
- 高95線
- 高96線
- 高97線
- 高98線
- 高99線
- 高100線
- 高101線
- 高102線
- 高103線
- 高105線
- 高106線
- 高107線
- 高108線
- 高109線
- 高140線：原縣道184甲。

## 宗教禮拜場所

### 道教和臺灣民間信仰
- 美濃天后宮
- 美濃紫林宮
- 美濃德勝公壇
- 美濃頭伯公
- 美濃聖君宮
- 美濃清水宮
- 美濃廣善堂
- 美濃廣化堂
- 美濃善化堂
- 美濃善誘堂
- 美濃天雲宮
- 美濃聖母宮
- 美濃聖化宮
- 美濃慈聖宮
- 美濃文昌宮
- 美濃崇雲宮
- 美濃南山宮
- 美濃水德宮
- 美濃廣興國王宮
- 美濃輔天五穀宮
- 美濃中壇三山國王宮
- 羌仔寮石母宮（石母祠兼鄭成功廟）
- 龍蘭窩威武祠（竹扶人壇）

### 佛教
- 朝元禪寺
- 千佛山福慧寺（當地「三母女」故事的發生地）
- 美濃靈雲寺
- 美濃雷音寺
- 美濃清泉佛堂

### 基督宗教
| 宗派                             | 教會（禮拜堂 / 聖堂）          |
| -------------------------------- | ------------------------------ |
| 歸正宗長老會（臺灣基督長老教會） | 美濃教會                       |
| 浸禮宗（浸信會）                 | 基督教美濃浸信會、武昌美濃教會 |
| 召會                             | 高雄市召會（中山路會所）       |
| 其他                             | 甘美台福教會                   |

## 觀光旅遊
當地旅遊活動盛行，其主題大多以在地客家文化為中心而延伸。

### 著名景點
- 原鄉緣紙傘文化村[10]

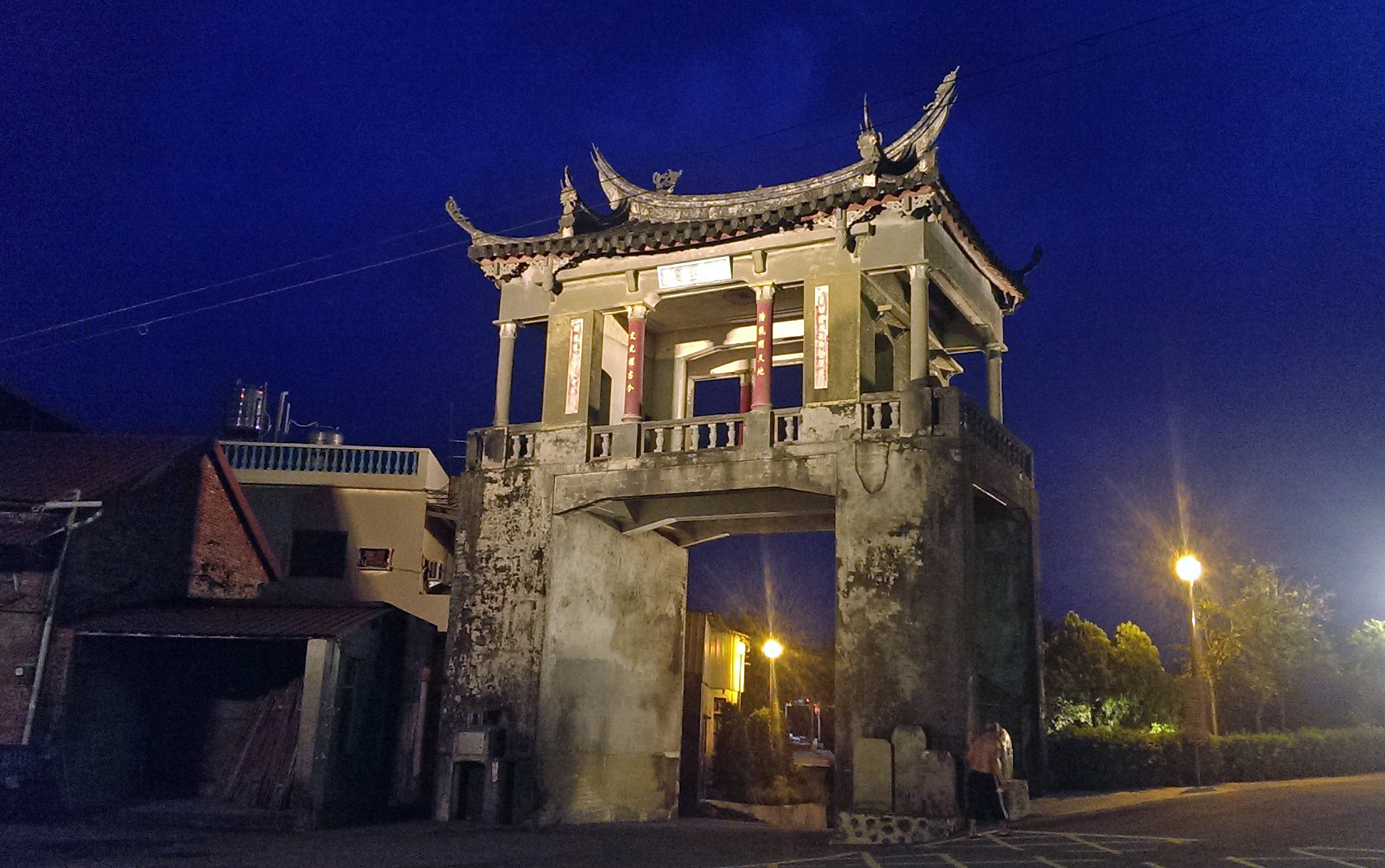
瀰濃東門樓
- 林春雨門樓
- 敬字亭（農曆正月初九舉行的字紙祭儀式）
- 竹仔門電廠
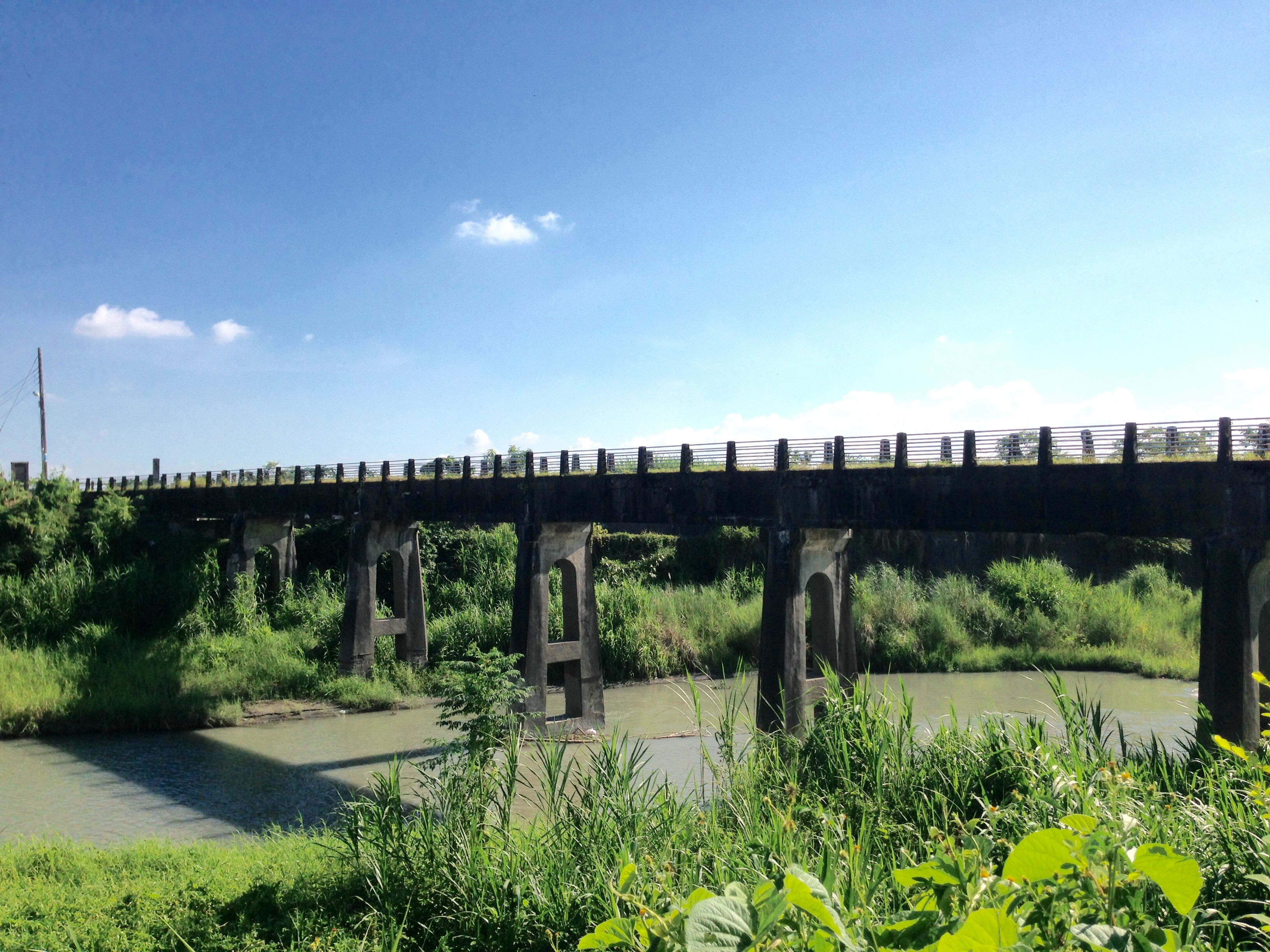
美濃水橋
- 舊美濃警察分駐所
- 美濃窯
- 月光山隧道
- 客家菸樓群
- 雙溪母樹林（黃蝶翠谷）
- 鍾理和紀念館
- 美濃民俗村[11]
- 美濃客家文物館
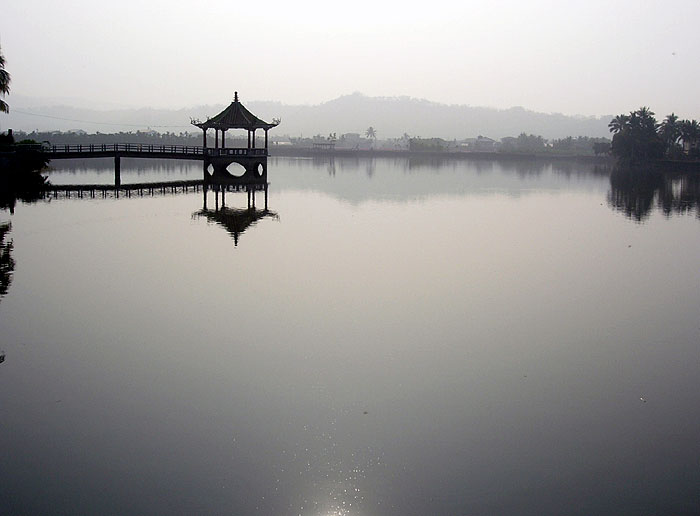
美濃湖
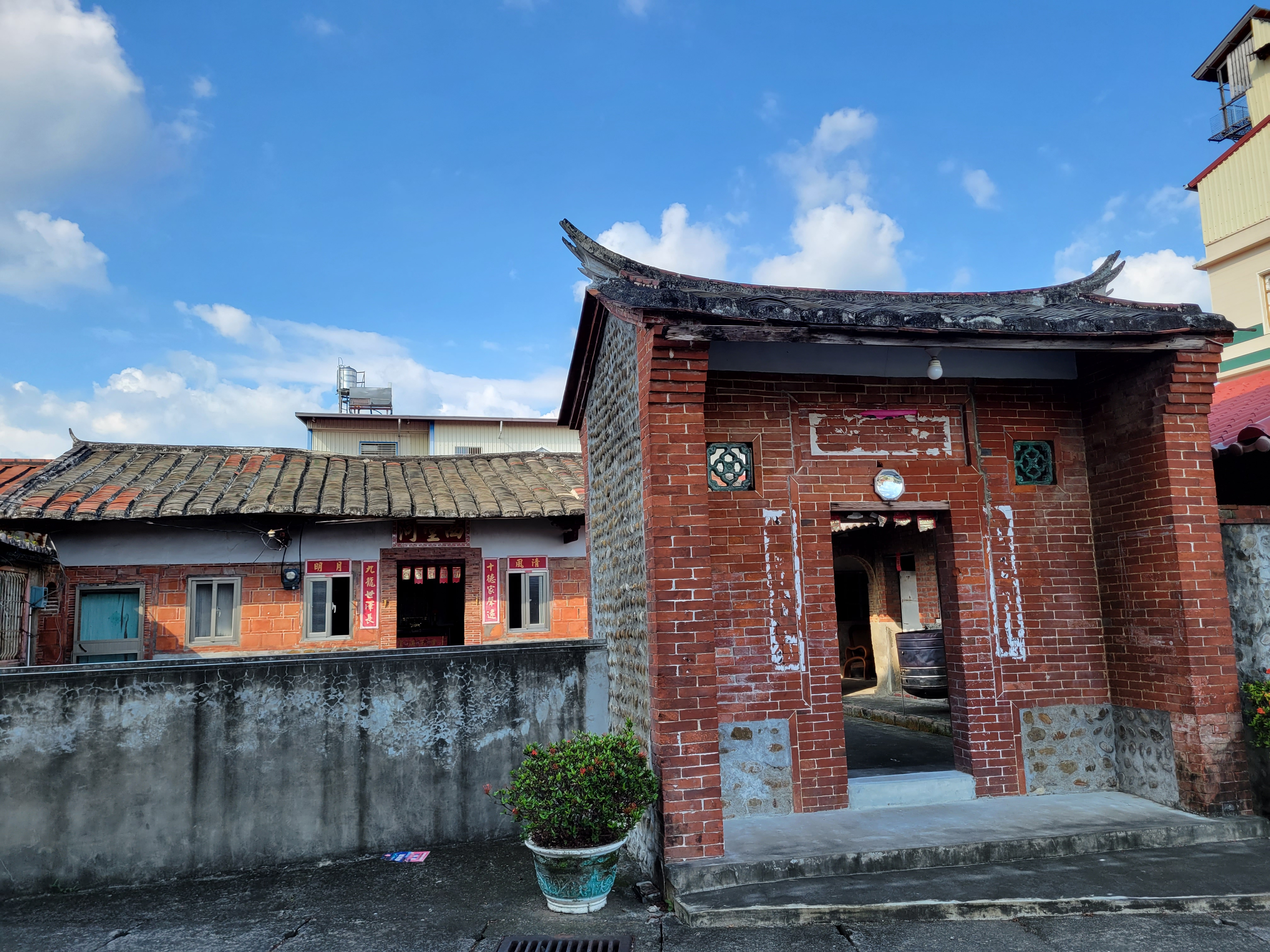
林春雨門樓
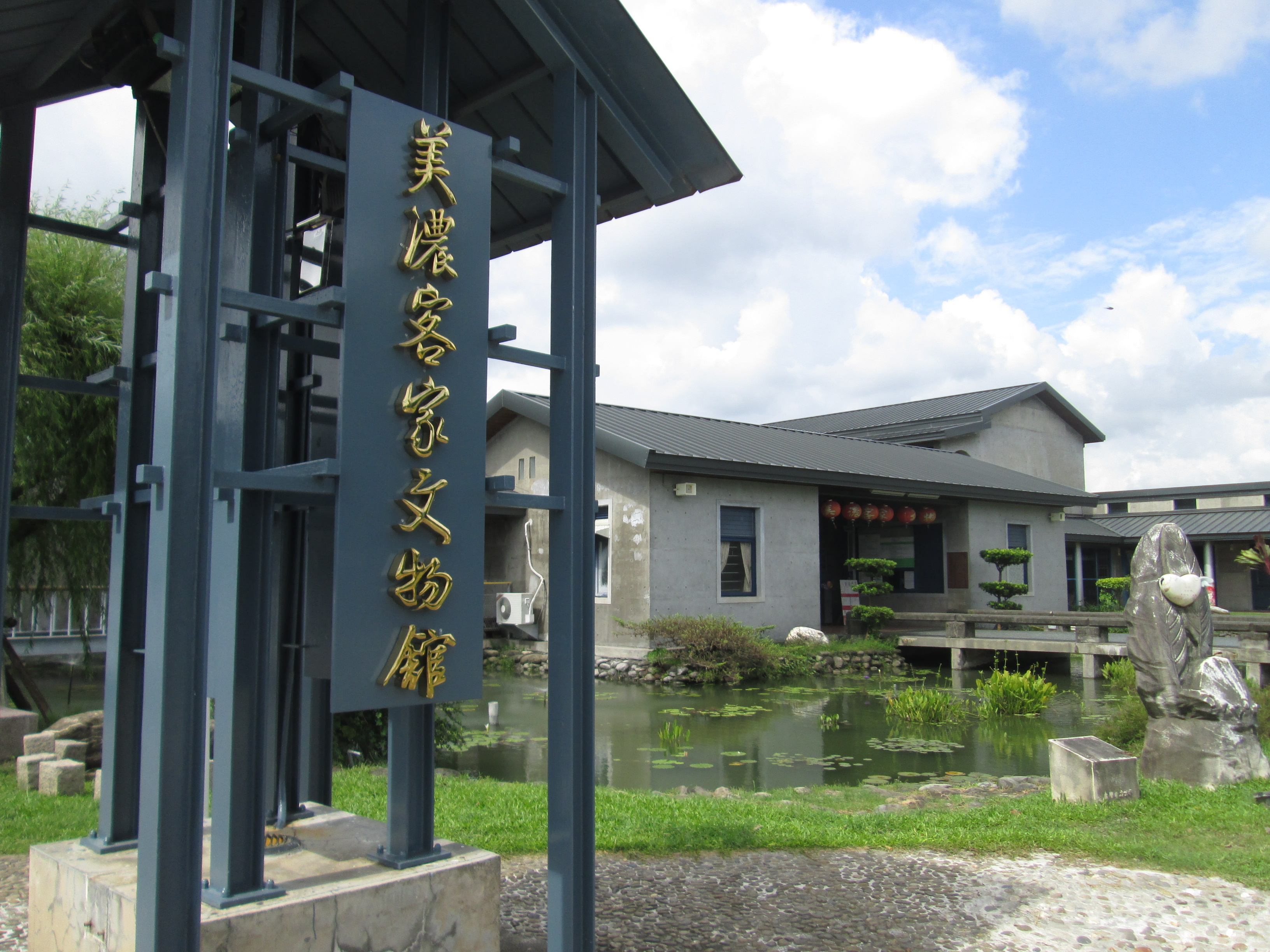
美濃客家文物館
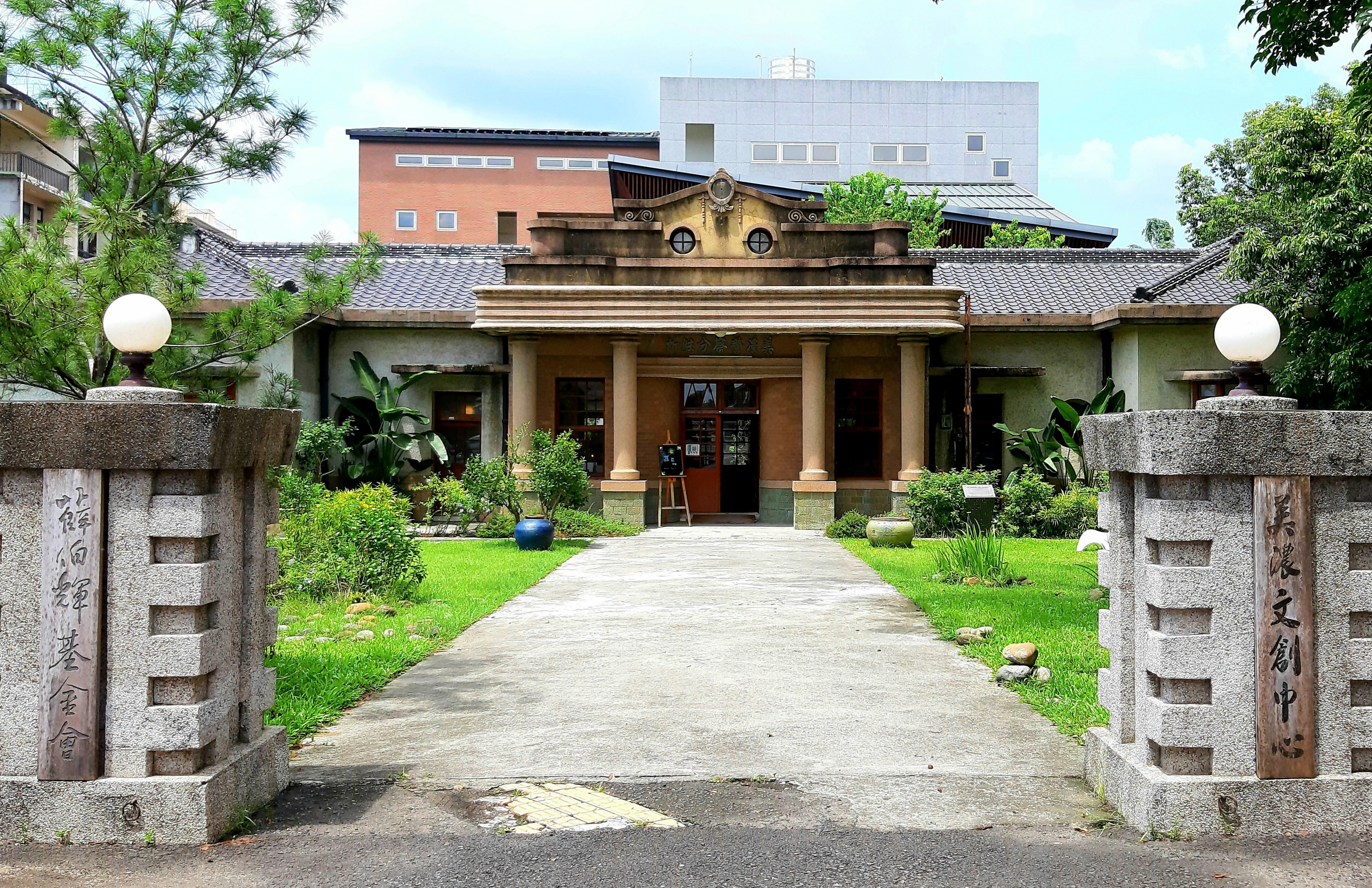
美濃警察分駐所
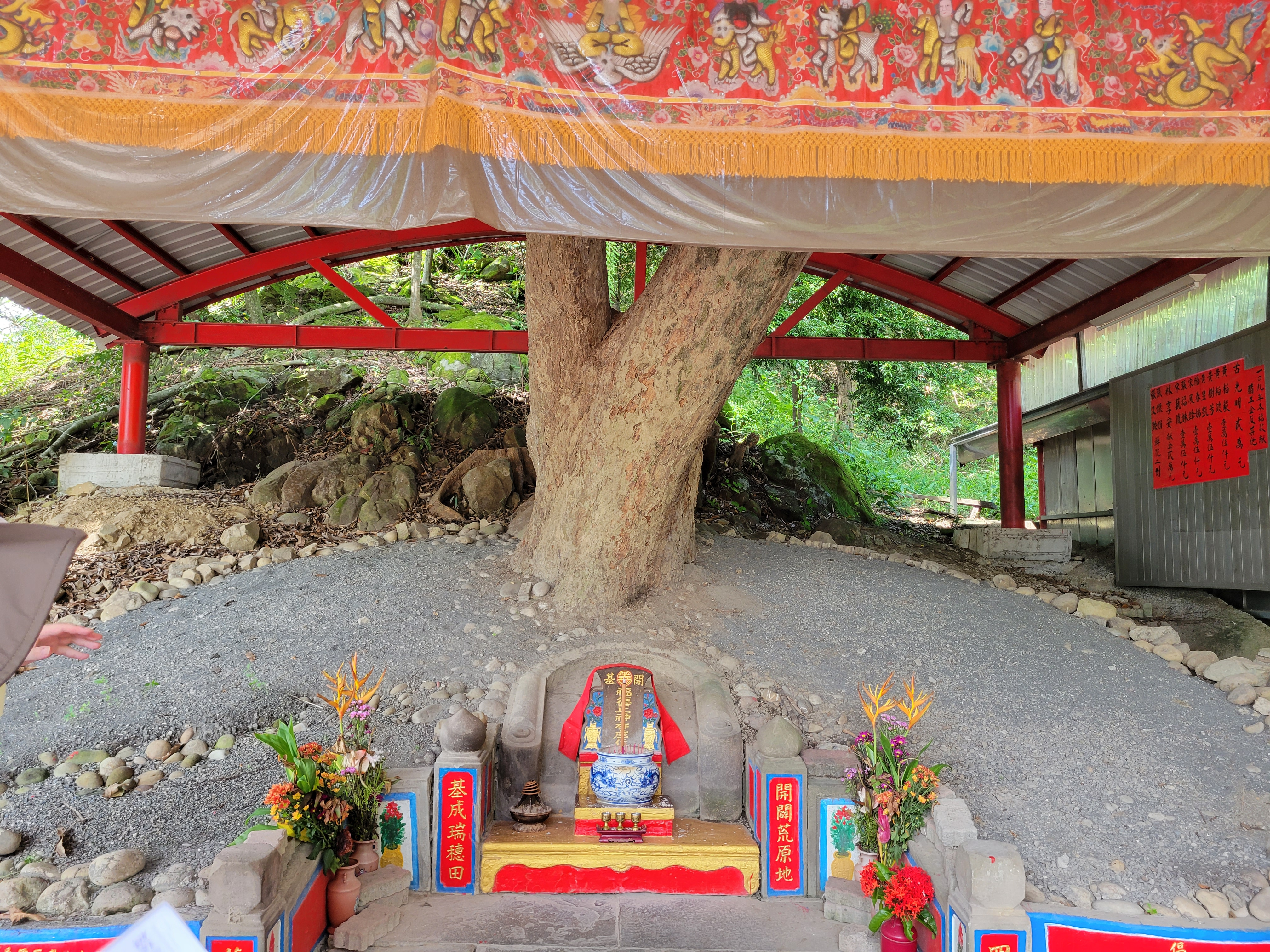
美濃開基伯公

- 東門樓夜景
- 美濃水橋
- 美濃湖
- 林春雨門樓
- 美濃客家文物館
- 美濃警察分駐所
- 美濃開基伯公

### 特產

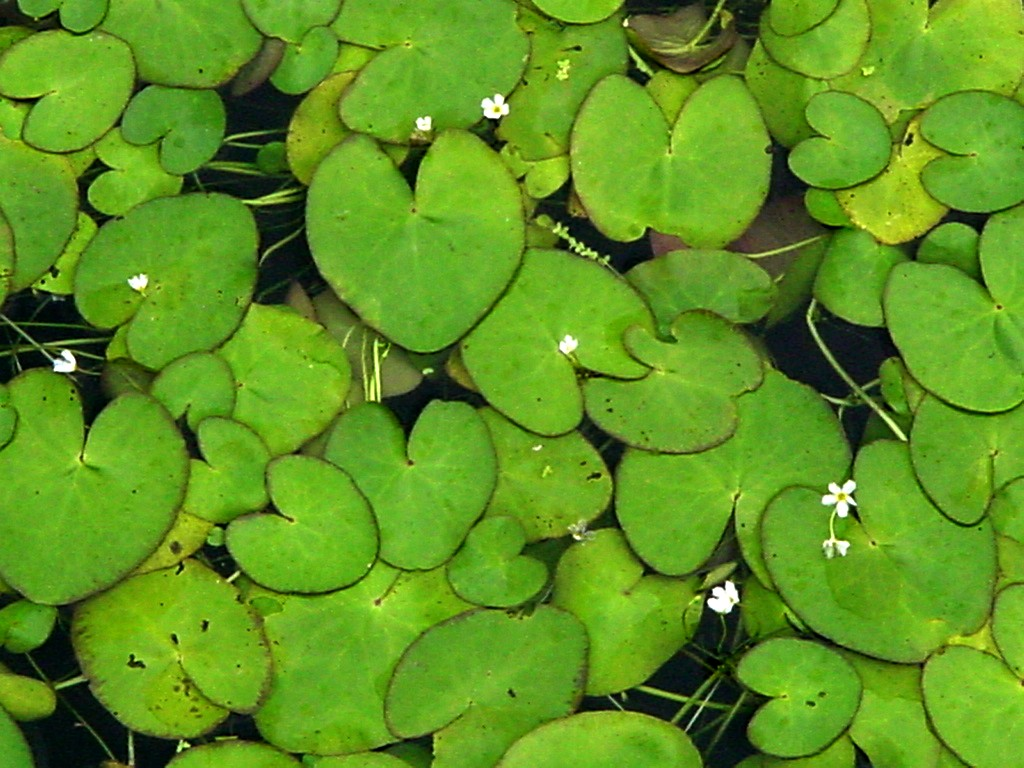
野蓮

- 美濃粄條（瀰濃面帕粄）
- 紙傘
- 菸葉
- 陶藝
- 白玉蘿蔔
- 野蓮（或稱水蓮，正式名稱為龍骨瓣莕菜）
- 高雄147香米
- 橙蜜香番茄
- 紅豆
- 美濃瓜

## 重大事件
- 2016年2月6日上午3時57分（UTC+8），當地發生芮氏規模6.6之地震；但是，當地沒有傳出嚴重災情。詳見2016年高雄美濃地震。
- 2021年4月10-11日，於美濃國中舉辦六堆運動會。[12]

## 外部連結
- 美濃區公所 （页面存档备份，存于）